# 46 Long
46 Long is de tweede episode van het eerste seizoen van de televisieserie The Sopranos, voor het eerst vertoond op 17 januari 1999. Het scenario is van David Chase en Dan Attias heeft de aflevering geregisseerd. Deze episode is de enige met een scène voor de begintitels. 

## Verhaal
Tony en zijn bende kijken naar een televisie-uitzending over georganiseerde misdaad. Er wordt verteld dat de gloriedagen van de maffia voorbij zijn, en dat ze dit aan zichzelf te wijten hebben. De handel in drugs heeft het, vanwege de lange gevangenis straffen, mogelijk gemaakt voor de FBI om maffialeden te ‘flippen’ en ze zo te laten getuigen tegen hun maffiavrienden. Tijdens de uitzending heeft Pussy het over klonen, en doet Silvio zijn beroemde Al Pacino-imitatie; ‘just when I thought I was out, they pulled me back in’. 
Tony heeft andere zorgen naast collega maffiosi, die praten met de overheid. De baas van de familie, Jackie Aprile, heeft kanker waardoor Tony de zaken moet regelen. Zijn moeder wil niks horen van een verpleegtehuis. Toch wordt ze gedwongen om te verhuizen nadat ze een brand in haar keuken heeft gehad en een vriendin heeft aangereden. Thuis hoort Tony dat de auto van de natuurkundeleraar  van zijn zoon A.J. gestolen is. Hij besluit Paulie en Pussy de auto te laten opsporen zodat A.J’s lage cijfer misschien wat omhoog geschroefd kan worden. 
Ondertussen veroorzaakt Tony’s neefje Christopher ook problemen als hij met zijn vriend Brendan Filone, een lading dvd-spelers steelt van een vervoersbedrijf dat onder bescherming staat van Uncle Junior. In therapie bespreekt Tony zijn zorgen. Dr. Melfi suggereert dat Tony allicht gevoelens van haat jegens zijn moeder koestert. Deze suggestie wordt in dit vroege stadium van therapie snel door Tony afgedaan als onzin. Niet veel later veroorzaakt zijn moeder wel een nieuwe paniekaanval bij Tony als ze klaagt over haar intrek in het Green Grove verpleegtehuis. 
Paulie en Pussy weten de auto op te sporen, maar er is niet veel van over. Ze laten de dieven een nieuwe stelen, en parkeren deze ‘kloon’, voor A.J’s school. Ondanks Uncle Juniors woede besluiten Christopher en Brendan nog een truck te overvallen. Christopher besluit op het laatst echter toch niet mee te gaan om zijn kansen om ooit in Tony’s bende opgenomen te worden niet verstek te laten gaan. Brendan gaat met twee andere vrienden, en de chauffeur wordt gedood door een vallend pistool. Brendan moet nu vrezen voor Uncle Juniors wraak.